# Kolibree
Kolibree（コリブリー）は、フランスのヌイイ＝シュル＝セーヌに本社を置く企業。スマート歯ブラシ、および連動アプリケーションといった口腔内ケアソリューションの開発、販売で知られる。

## 沿革
2014年設立。同年4月にKickstarterを通じて、各種センサーを内蔵し、歯磨きをした時間、口腔内をくまなく磨けたかどうか、ブラシの動かし方（横方向だけでなく縦方向にも動かしたかどうか）などをチェックし、スマートフォンの専用アプリにデータをBluetoothで無線送信し、蓄積する「Kolibree」を製品化するためのクラウドファンディングを行い、約11万ドルの調達に成功した。
2017年には世界で初めて人工知能を内蔵したスマート歯ブラシ「Ara」を発売する。
2018年には世界で初めて拡張現実 (AR)を利用した歯ブラシ（およびスマートフォンアプリ）「Magik」を販売予定であることをCES2018で発表した。「Magik」は「CES 2018 INNOVATION AWARD」を獲得している。